# Spanische Bergmeisterschaften

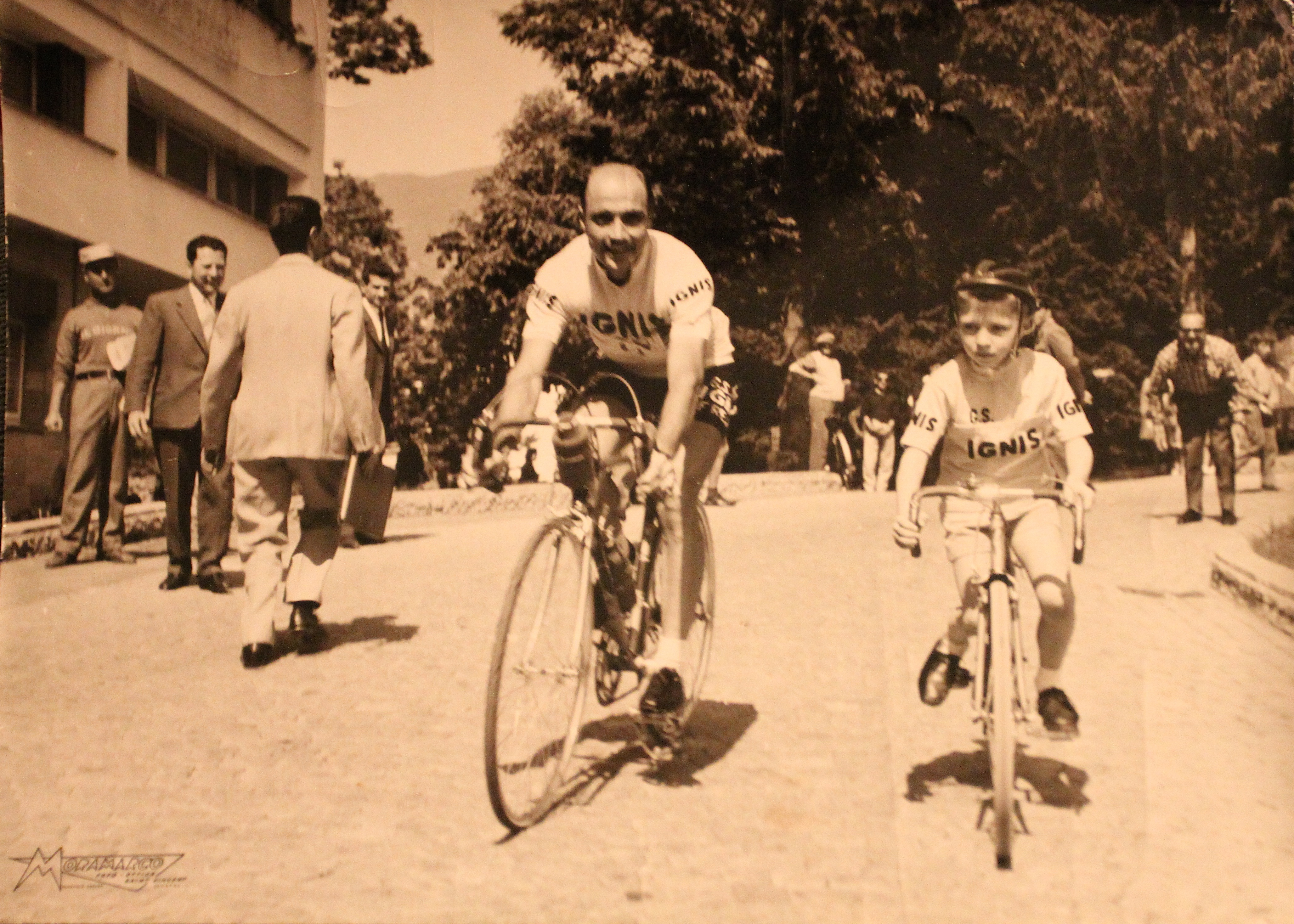
Miguel Poblet krönte sich zwischen 1947 und 1949 dreimal in Folge zum spanischen Bergmeister.

Die Spanische Bergmeisterschaft war ein zwischen 1940 und 1977 ausgetragener Straßenradsportwettbewerb, um den besten nationalen Bergfahrer zu ermitteln. Es handelte sich stets um ein Eintagesrennen. Bei dessen Planung wurde entsprechend der Zielsetzung darauf geachtet, dass die Strecke zahlreiche Bergwertungen unterschiedlichen Charakters aufwies. Die erste Ausrichtung erfolgte in Ponferrada. Erfolgreichste Teilnehmer der Meisterschaft waren Fermín Trueba, der die ersten vier Austragungen für sich entscheiden konnte, sowie Miguel María Lasa, der zwischen 1967 und 1972 ebenfalls viermal triumphierte. Dank seiner zwei zweiten Platzierungen hält Trueba auch die Bestmarke für die meisten Podiumsplatzierungen.

## Siegerliste
Die folgende Liste gibt die Gewinner sowie die zweit- und drittplatzierten Athleten der 35 Austragungen wieder. Grün eingefärbt sind dabei jene Radrennfahrer, die im Laufe ihrer Karriere zusätzlich mindestens ein Bergwertungstrikot bei einer der drei Grand Tours erringen konnten. Darüber hinaus sind – soweit bekannt – die Streckenführungen und Distanzen der jeweiligen Rennen angegeben.
| Jahr | Start – Ziel                  | Region             | Distanz            | Gold                   | Silber                    | Bronze                 |
| ---- | ----------------------------- | ------------------ | ------------------ | ---------------------- | ------------------------- | ---------------------- |
| 1940 | Ponferrada                    | Kastilien und León |                    | Fermín Trueba          | Martín Abadía             | Federico Ezquerra      |
| 1941 | Santander – Puerto del Escudo | Kantabrien         | 105,0 km           | Fermín Trueba          | Federico Ezquerra         | Martín Mancisidor      |
| 1942 |                               |                    |                    | Fermín Trueba          | Julián Berrendero         | José Bejarano          |
| 1943 | Nicht ausgetragen.            | Nicht ausgetragen. | Nicht ausgetragen. | Nicht ausgetragen.     | Nicht ausgetragen.        | Nicht ausgetragen.     |
| 1944 |                               |                    |                    | Fermín Trueba          | Miguel Casas              | Federico Ezquerra      |
| 1945 | Bilbao – Artxanda             | Baskenland         | 140,0 km           | Dalmacio Langarica     | Fermín Trueba             | Martín Mancisidor      |
| 1946 | Bilbao – Artxanda             | Baskenland         | 140,0 km           | Dalmacio Langarica     | Fermín Trueba             | José Gutiérrez Mora    |
| 1947 |                               |                    |                    | Miguel Poblet          | Francisco Masip           | Miguel Gual            |
| 1948 |                               |                    |                    | Miguel Poblet          | Bernardo Ruiz             | Miguel Gual            |
| 1949 |                               |                    |                    | Miguel Poblet          | José Serra Gil            | Francisco Masip        |
| 1950 |                               |                    | 146,5 km           | Emilio Rodríguez       | Bernardo Ruiz             | Antonio Gelabert       |
| 1951 | Nicht ausgetragen.            | Nicht ausgetragen. | Nicht ausgetragen. | Nicht ausgetragen.     | Nicht ausgetragen.        | Nicht ausgetragen.     |
| 1952 |                               |                    |                    | Antonio Gelabert       | Emilio Rodríguez          | José Serra Gil         |
| 1953 |                               |                    |                    | Francisco Masip        | Bernardo Ruiz             | Vicente Iturat         |
| 1954 |                               |                    |                    | Jesús Loroño           | Manolo Rodríguez          | Hortensio Vidaurreta   |
| 1955 | Durango                       | Baskenland         | 181,0 km           | Francisco Alomar       | José Mateo                | Francisco Masip        |
| 1956 | Durango                       | Baskenland         | 197,0 km           | Carmelo Morales        | Hortensio Vidaurreta      | Francisco Masip        |
| 1957 |                               |                    |                    | Antonio Jiménez Quiles | René Marigil              | Juan Santiago          |
| 1958 | Estella                       | Navarra            | 197,0 km           | Bernardo Ruiz          | Gabriel Company           | Aniceto Utset          |
| 1959 |                               |                    |                    | Federico Bahamontes    | Juan Campillo             | Emilio Cruz            |
| 1960 | Estella                       | Navarra            | 197,0 km           | Antonio Jiménez Quiles | Ángel Rodríguez López     | Benigno Azpuru         |
| 1961 |                               |                    |                    | Juan Manuel Menéndez   | José Bernárdez            | Antonio Jiménez Quiles |
| 1962 |                               |                    |                    | Julio Jiménez          | Roberto Morales Erostarbe | José Antonio Momeñe    |
| 1963 |                               |                    |                    | Esteban Martín Jiménez | Julio Jiménez             | Emilio Cruz            |
| 1964 |                               |                    |                    | Joaquín Galera         | Antonio Tous              | Sebastián Elorza       |
| 1965 |                               |                    |                    | Julio Jiménez          | Luis Otaño                | Joaquín Galera         |
| 1966 |                               |                    |                    | Valentín Uriona        | Carlos Echeverría         | Gregorio San Miguel    |
| 1967 | Estella                       | Navarra            | 176,0 km           | Miguel María Lasa      | Ginés García Perán        | José Pérez Francés     |
| 1968 |                               |                    |                    | Gregorio San Miguel    | Gabino Ereñozaga          | Ventura Díaz Arrey     |
| 1969 |                               |                    |                    | Miguel María Lasa      | Gabriel Mascaró           | José Antonio Momeñe    |
| 1970 | Nicht ausgetragen.            | Nicht ausgetragen. | Nicht ausgetragen. | Nicht ausgetragen.     | Nicht ausgetragen.        | Nicht ausgetragen.     |
| 1971 | Estella – Irache              | Navarra Baskenland | 188,0 km           | Miguel María Lasa      | Domingo Perurena          | Pedro Torres Cruces    |
| 1972 | Murgia – Oro                  | Baskenland         | 196,5 km           | Miguel María Lasa      | Eduardo Castelló          | José Luis Uribezubia   |
| 1973 |                               |                    |                    | Santiago Lazcano       | Domingo Perurena          | Antonio Martos         |
| 1974 |                               |                    |                    | José Pesarrodona       | Domingo Perurena          | Luis Balagué           |
| 1975 |                               |                    |                    | Domingo Perurena       | Santiago Lazcano          | José Luis Abilleira    |
| 1976 |                               |                    |                    | José Nazabal           | Andrés Oliva              | Juan Pujol Pagés       |
| 1977 | Murcia                        | Murcia             | 132,0 km           | Andrés Oliva           | Ismael Lejarreta          | Gonzalo Aja            |

## Erfolg bei den Grand Tours
Neun spanischen Bergmeistern gelang es in ihrer Karriere, mindestens ein Bergwertungstrikot bei einer der drei Grand Tours zu gewinnen. Sie sind im Folgenden aufgelistet, jeweils mit der Anzahl ihrer Meistertitel sowie der Bergtrikots bei Tour de France, Giro d’Italia und Vuelta a España.
| Name                | Meister – | Tour – | Giro – | Vuelta – | Gesamt |
| ------------------- | --------- | ------ | ------ | -------- | ------ |
| Federico Bahamontes | 1         | 6      | 1      | 2        | 10     |
| Julio Jiménez       | 2         | 3      | —      | 3        | 08     |
| Andrés Oliva        | 1         | —      | 2      | 3        | 06     |
| Fermín Trueba       | 4         | —      | —      | 1        | 05     |
| Emilio Rodríguez    | 1         | —      | —      | 3        | 04     |
| Jesús Loroño        | 1         | 1      | —      | —        | 02     |
| Bernardo Ruiz       | 1         | —      | —      | 1        | 02     |
| Domingo Perurena    | 1         | 1      | —      | —        | 02     |
| Gregorio San Miguel | 1         | —      | —      | 1        | 02     |